# ハイブラウ・エンターテインメント
ハイブラウ・エンターテインメント（Highbrow Entertainment）はイメージ・コミックス内のエリック・ラーセンのスタジオである。

## ハイブラウ・タイトルズ
英語版en:List of Image Comics publications#Highbrow Entertainmentも参照のこと
　過去のハイブラウでは、『サヴェッジ・ドラゴン』(Savage Dragon)、『フリーク・フォース』(Freak Force)、『ヴァンガード』(Vanguard)、『デッドリィ・デュオ』(Deadly Duo)、そして『スーパー・パトリオット』(Superpatriot)のようなコミック・ブックのタイトルが製作されていた。現在は、いくつかの作品を維持するよりは、ただ一つのタイトル下で自分のキャラクター全員をまとめて披露するとラーセンが決定したため『サヴェッジ・ドラゴン』と臨時創刊のミニシリーズで確定している。